# Manganate

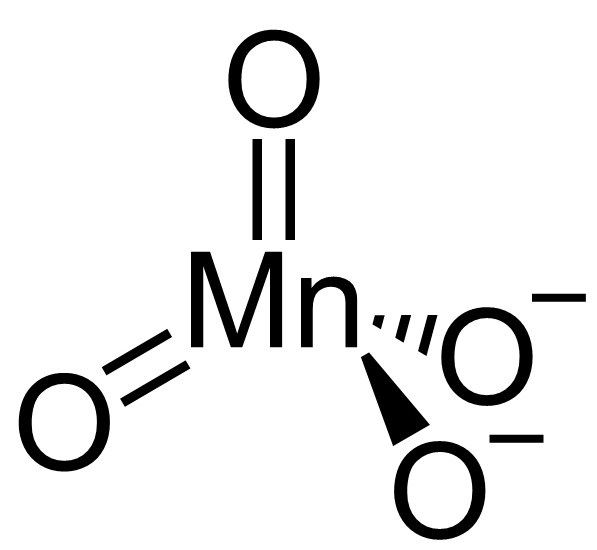
Structure de l'anion manganate(VI)

En nomenclature inorganique, un manganate est une entité moléculaire chargée négativement ayant le manganèse comme atome central. Cependant, le nom est habituellement utilisé pour désigner l'anion tétraoxydomanganate(2−) , MnO42−, appelé également manganate(VI) car il contient du manganèse au degré d'oxydation +6. Les manganates sont les seuls composés connus du manganèse(VI).
Les autres manganates comprennent l'hypomanganate ou manganate(V), MnO43-, le permanganate ou manganate(VII), MnO4- et le dimanganate ou dimanganate(III) Mn2O66-.
Un anion manganate(IV) MnO44- a été obtenu par radiolyse de solutions diluées de permanganate,. Il est mononucléaire en solution diluée, et montre une forte absorption dans l'ultraviolet et une absorption plus faible à 650 nm.

## Structure

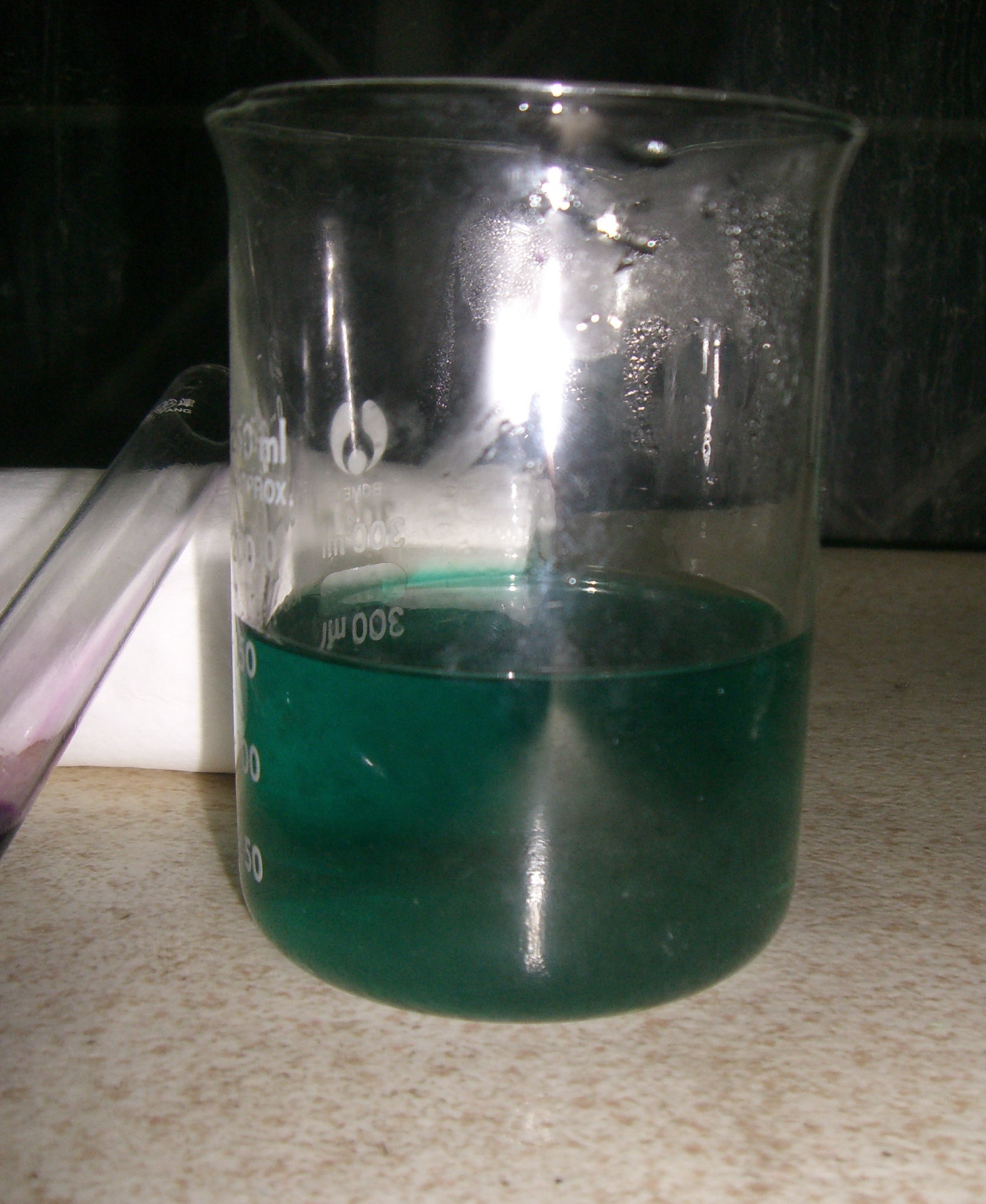
Solution contenant l'ion manganate(VI)

L'ion manganate(VI) est tétraédrique, similaire aux ions sulfate ou chromate : effectivement, les manganates sont souvent isostructuraux avec les sulfates et les chromates, un fait remarqué pour la première fois par Eilhard Mitscherlich en 1831. La distance manganèse–oxygène est de 165,9 pm, environ 3 pm de plus que dans le permanganate. En tant qu'ion de configuration électronique d1, il est paramagnétique, mais une éventuelle distorsion Jahn–Teller est trop faible pour être détectée par cristallographie aux rayons X. Les manganates sont de couleur vert foncé, avec une absorption maximale dans le visible à λmax = 606 nm (ε = 1710 dm3 mol−1 cm−1),. Le spectre Raman a également été publié.

## Préparation
Les manganates de sodium et de potassium sont habituellement préparés au laboratoire en brassant le permanganate dans une solution concentrée (5–10 M) de l'hydroxyde pendant 24 heures ou en chauffant :
4 MnO4− + 4 OH− → 4 MnO42− + 2 H2O + O2
Le manganate de potassium est préparé industriellement, comme intermédiaire au permanganate de potassium, en dissolvant du dioxyde de manganèse dans de l'hydroxyde de potassium fondu avec du nitrate de potassium ou de l'air comme agent oxydant :
2 MnO2 + 4 OH− + O2 → 2 MnO42− + 2 H2O

## Dismutation
Les manganates sont instables vis-à-vis de la dismutation dans toutes les solutions aqueuses sauf les plus alcalines. Les produits ultimes sont le permanganate et le dioxyde de manganèse, mais les cinétiques sont complexes et le mécanisme peut impliquer des espèces protonées et/ou du manganèse(V),.

## Utilisation
Les manganates, en particulier le manganate de baryum insoluble, BaMnO4, ont été utilisés comme agents oxydants en synthèse organique : ils oxydent les alcools primaires en aldéhydes puis en acides carboxyliques, et les alcools secondaires en cétones,. Le manganate de baryum a également été utilisé pour oxyder les hydrazones en composés diazo.

## Composés apparentés
Un manganate est formellement la base conjuguée de l'hypothétique acide manganique H2MnO4, qui ne peut être obtenu à cause de sa dismutation rapide. Cependant, sa seconde constante d'acidité a été estimée par des techniques de radiolyse pulsée :
HMnO4− {\displaystyle \rightleftarrows } MnO42− + H+   pKa = 7.4 ± 0.1

### Manganites
Le nom "manganite" est utilisé pour les composés dont on pensait qu'ils contenaient l'anion MnO33-, le manganèse étant au degré d'oxydation +3. Cependant, la plupart de ces "manganites" ne contiennent pas d'oxyanions discrets, mais sont des oxydes mixtes avec des structures pérovskite (LaMnIIIO3, CaMnIVO3), spinelle (LiMn2III,IVO4) ou chlorure de sodium (LiMnIIIO2, NaMnIIIO2).
Une exception est le dimanganate(III) de potassium (en), K6Mn2O6, qui contient des anions discrets Mn2O66−.